# Hocus Pocus (banda)
Hocus Pocus fue una banda francesa de hip hop y rap, radicada en Nantes y creada en 1995, permaneciendo activa hasta 2012.

## Estilo y componentes
Su estilo está influido por la escena jazz-rap norteamericana de los años 1990 (A Tribe Called Quest, Dilated People, Jay Dee, Jurassic 5, Pete Rock, etc.).
La banda está integrada por cinco músicos, liderados por el productor, Dj y MC, 20Syl. El grupo trabaja con instrumentos reales, y está integrado además por DJ Greem, David Le Deunff (guitarra y vocalista), Antoine Saint-Jean (batería), Hervé Godard (bajo) y Matthieu Lelièvre (teclados). Incorporan usualmente, además, instrumentos de viento (trompeta, trombón, saxo y flauta).
Su música incluye, por un lado, elementos tradicionales del hip-hop, como loops, scratches o samples, junto con otros elementos propios del jazz, el funk o el soul.

## Historia

### Orígenes
El grupo se formó en 1995, por dos MCs, 20Syl y Cambia, que editaron rápidamente una primera maqueta, grabada en cuatro pistas, llamada Première formule. No sería, sin embargo, hasta 1997, cuando se les unió DJ Greem, que acceden a la posibilidad de editar un disco, que aparecerá en el mercado con el nombre de Seconde formule, teniendo la suficiente repercusión como para poder realizar una gira de conciertos.
Sin embargo, la clásica fórmula de dos MCs y un Dj, no acaba de darles buen resultado en escena y el grupo comienza a desarrollar proyectos paralelos. Concretamente, DJ Green forma el grupo C2C (Coups2Cross), con DJ Atom, mientras 20Syl se concentra en la producción.

### Segunda época
En 2001, se crea el sello On&On, que publica un sencillo de la banda, denominado Malade. Un año más tarde, 2002, el grupo consigue vencer en el certamen MCM Sessions 2002, lo que conlleva el premio de editar un álbum, que aparece bajo el título de Acoustic Hip Hop Quintet, y que incluye ya instrumentos tradicionales en las bases.
Este disco obtuvo más éxito del previsto y ello les permitió realizar un buen número de conciertos. En los años siguientes, aparecieron nuevos singles: Conscient, On&On, part II, etc.

### Tercera época
En febrero de 2005, la banda edita su tercer CD, 73 touches, un disco que fue recibido bien por la crítica y que se encaminaba ya, de forma clara, hacia la fusión entre hip-hop y jazz.
Ante el éxito de ventas, el álbum se reedita al final de 2006, con siete temas más y el videoclip de Hip Hop?, realizado por Arthur King.
Durante el año 2007, la banda publica su cuarto álbum, Place 54, del que se extraen dos singles que obtienen un gran éxito: Vocab! (con la colaboración de T-Love y The Procussions) y, sobre todo, Smile (con Omar Lye-Fook, en los vocales).
El creciente éxito de ventas de la banda (Place 54 ha sido disco de oro en Francia), genera un recrudecimiento de las críticas a su música, que periodistas como Yannick Sker consideran aburrida y muy repetitiva. En 2008, aparece un nuevo sencillo, Mr. Tout le monde, con clip nuevamente realizado por Arthur King. Hasta 2010, no editan su siguiente álbum, 16 Pieces. 
El 20 de abril de 2012, la banda da su último concierto en Tokio. Tras la separación, 20Syl y Greem forman el grupo "Tetra", con el que consiguen bastante éxito, incluyendo 4 Victoires de la Musique. En verano de 2019, después de siete años, la antigua formación de Hocus Pocus vuelve a reunirse para una larga gira de verano.

### Conciertos
Como banda en directo, Hocus Pocus desarrolló durante su existencia casi varios centenares de actuaciones, entre 2002 y 2012. Entre ellas, se incluyen shows por toda Francia y buena parte de Europa (España, Reino Unido, Suiza, Bélgica e, incluso, la República Checa). Han intervenido en festivales importantes, como Le Printemps de Bourges en 2002, las ediciones de 2002 y 2003 de Le Festival des Vieilles Charrues y otros, más recientes, como:
- Festivals' Season in the UK

Londres - 2007-07-20
- INTERNATIONAL SUMMER FESTIVALS GO FRENCH

París - 2007-07-19
- 25th WOMAD Festival

Londres - 2007-07-13
- FRENCH ARTISTS AT THE SONAR FESTIVAL 2007 (Barcelona)

España - 2007-06-11
- CULTURA URBANA — Madrid, mayo 11 y 12, 2007

España - 2007-04-07
- HOCUS POCUS

Tokio - 2006-11-28

## Discografía
- Seconde formule (1998)
- Acoustic HipHop Quintet (2001)
- 73 touches  (2005)  - n.º 103 en Francia-
- Place 54  (2007)   - n.º 13 en Francia y Disco de Oro-
- 16 Pieces   (2010)

## Premios
- Victoires de la Musique 2008 : Nominados en la categoría Album de Musiques Urbaines de l’année por el disco Place 54